# Haus Pitres
Das Haus Pitres ist die Familie der Grafen von Hereford von 1141 bis 1155. Stammvater ist Roger de Pitres aus dem normannischen Pîtres, der bei der normannischen Eroberung nach England kam. Als erbliche Sheriffs von Gloucestershire und Lord High Constable nahmen sie über vier Generationen bedeutende Ämter im Königreich wahr. 1141 erhielten sie den Titel eines Earl of Hereford; eine Generation später starb die Familie im Mannesstamm aus.

## Stammliste
1. NN
  1. Roger de Pitres († vor 1086[1]) Kustos von Gloucester Castle[2]; ⚭ Adelise († nach 1125)[3]
    1. Walter de Gloucester (Walter Fitz Roger de Pitres) (1086 bezeugt[4], † nach 1129) erblicher Constable von Gloucester Castle, erblicher Sheriff von Gloucester; ⚭ Berta[5]
      1. Miles of Gloucester († 24. Dezember 1143), 25. Juli 1141 1. Earl of Hereford, Lord of Brecon (Brecknock), erblicher Sheriff von Gloucester, Constable of England; ⚭ 1121 Sibyl de Neufmarché, Tochter von Bernard de Neufmarché, Lord of Brecon, und Nesta (Agnes)
        1. Margaret of Hereford († 1196/1197); ⚭ Humphrey II. de Bohun († 1164/65) (Haus Bohun)
          1. Humphrey III. de Bohun († 1181) Constable of England
            1. Henry de Bohun († 1. Juni 1220), 1200 1. Earl of Hereford, Constable of England

        2. Bertha of Hereford, Erbin von Brecon, Abergavenny und Hay-on-Wye; ⚭ vor 1150 William de Braose, 3. Baron of Bramber, 1136/79 bezeugt (Haus Braose)
        3. Roger Fitzmiles (* vor 1127, † 1155), 1143 2. Earl of Hereford, Constable of England, erblicher Sheriff von Gloucester, Lord of Abergavenny, 1155 Mönch in Gloucestershire; ⚭ 1137/38 Cicely, Tochter von Pain FitzJohn, Sheriff von Hereford und Shropshire, und Sibyl
        4. Walter of Hereford († um 1160), Lord of Abergavenny and Brecon, 1155–57 Sheriff von Gloucester, 1155–59 High Sheriff of Herefordshire, Constable of England
        5. Henry of Hereford († 1159/63), Lord of Abergavenny and Brecon, Constable of England; ⚭ Isabel, 1166 bezeugt
        6. Mahel de Hereford († um 1164), Constable of England
        7. William of Hereford († vor 1166), Lord of Abergavenny, Constable of England
        8. Lucy of Hereford; ⚭ Herbert FitzHerbert, Lord Chamberlain of the Household[6]

    2. Herbert († vor 1101)[7]

  2. Durand de Pîtres (1086 bezeugt[8]), Kustos von Gloucester Castle[9],